# Avocat stagiar
La începutul exercitării profesiei avocatul efectuează în mod obligatoriu un stagiu de pregătire profesională cu durata de 2 ani, timp în care are calitatea de avocat stagiar.
Condițiile efectuării stagiului, drepturile și obligațiile avocatului stagiar, ale avocatului îndrumător, precum și ale baroului față de aceștia sunt reglementate prin statutul profesiei.
Stagiul se suspendă pe timpul serviciului militar sau al concentrării, în caz de lipsă motivată din profesie ori în caz de încetare a îndrumării profesionale fără culpa avocatului stagiar. Perioada de stagiu anterior efectuată se socotește pentru îndeplinirea stagiului.
După efectuarea stagiului avocatul stagiar va susține examenul de definitivare.
Avocatul stagiar respins de trei ori la examenul de definitivare va fi exclus din profesie.
Activitatea unui avocat stagiar poate fi îndrumată numai de avocați definitivi cu o vechime de cel puțin 6 ani în această calitate și care se bucură de o reputație profesională neștirbită.
Dobândește calitatea de avocat definitiv avocatul stagiar care a promovat examenul de definitivare, precum și avocatul care a promovat examenul de absolvire a Institutului Național pentru Pregătirea și Perfecționarea Avocaților, în condițiile prevăzute de statutul profesiei.
Avocatul stagiar poate pune concluzii numai la judecătorie și poate asista ori reprezenta partea la organelor de urmărire penală, a autorităților cu atribuții jurisdicționale, a notarilor publici și a executorilor judecătorești, a organelor administrației publice și a instituțiilor, precum și a altor persoane juridice, în condițiile legii.
Baroul are obligația să întocmească anual tabloul avocaților definitivi și stagiari în ordine alfabetică, cu menționarea numelui, prenumelui, titlului științific, datei înscrierii în barou, sediului profesional, formei de exercitare a profesiei și a instanțelor la care au dreptul să pună concluzii.